# Ingo Maurer
Ingo Maurer (* 12. Mai 1932 auf der Reichenau; † 21. Oktober 2019 in München) war ein deutscher Designer bzw. Lichtdesigner, der sich auf Leuchten und Lichtinstallationen spezialisiert hatte.

## Leben
Ingo Maurer war der Sohn eines Fischers, der auch als Erfinder tätig war. Nach der Schule absolvierte er eine Schriftsetzerlehre in Konstanz, wechselte anschließend zum Grafikdesign und studierte von 1954 bis 1958 in München Gebrauchsgrafik. 1960 wanderte er in die USA aus, wo er als Grafikdesigner in New York und San Francisco bis 1963 arbeitete. 1966 gründete er als Autodidakt im Bereich Industriedesign unter dem Namen Design M eine Firma, in der er eigene Entwürfe für Leuchten zur Produktreife entwickelte, produzierte und vertrieb. «Bulb», einer seiner ersten Entwürfe aus dem Jahre 1966, wurde bereits 1969 in die Design Collection des Museum of Modern Art aufgenommen.
1984 stellte er das Niedervolt-Lichtsystem «YaYaHo» vor, das aus zwei horizontal gespannten Metallseilen und frei beweglichen Lichtelementen mit Halogenleuchtmitteln besteht. Das Lichtsystem wurde zur Vorlage für zahlreiche Nachahmer. Das Unternehmen Design M wurde in Ingo Maurer GmbH umbenannt und nach Bedarf vergrößert. Der Firmensitz blieb jedoch stets in München.
1989 zeigte die Fondation Cartier pour l’art contemporain in Jouy-en-Josas bei Paris Maurers erste Arbeiten mit Licht, die nicht kommerzieller Natur waren. Die Ausstellung trug den Titel Ingo Maurer: Lumière Hasard Réflexion. Seitdem wurden seine Entwürfe und Objekte in einer Reihe von Ausstellungen gezeigt, darunter die Einzelausstellungen: Ingo Maurer: Arbeiten mit Licht in der Villa Stuck, München (1992), Licht licht im Stedelijk Museum in Amsterdam (1993), ephemer visionär Ingo Maurer.Licht im Museum für Angewandte Kunst, Frankfurt. Das Vitra Design Museum organisierte 2002 die Ingo Maurer: Light – Reaching for the Moon, eine Wanderausstellung, die in Europa und in Japan gezeigt wurde. 2007 zeigte das Cooper-Hewitt National Design Museum in New York die Ausstellung Provoking Magic: Lighting of Ingo Maurer. Mit der Ausstellung Ingo Maurer intim. Design or what? präsentierte Die Neue Sammlung – The Design Museum das Werk des Lichtgestalters mit über 80 Objekten (15.11.2019 – 18.10.2020). Ingo Maurer verstarb kurz vor der Ausstellungseröffnung.

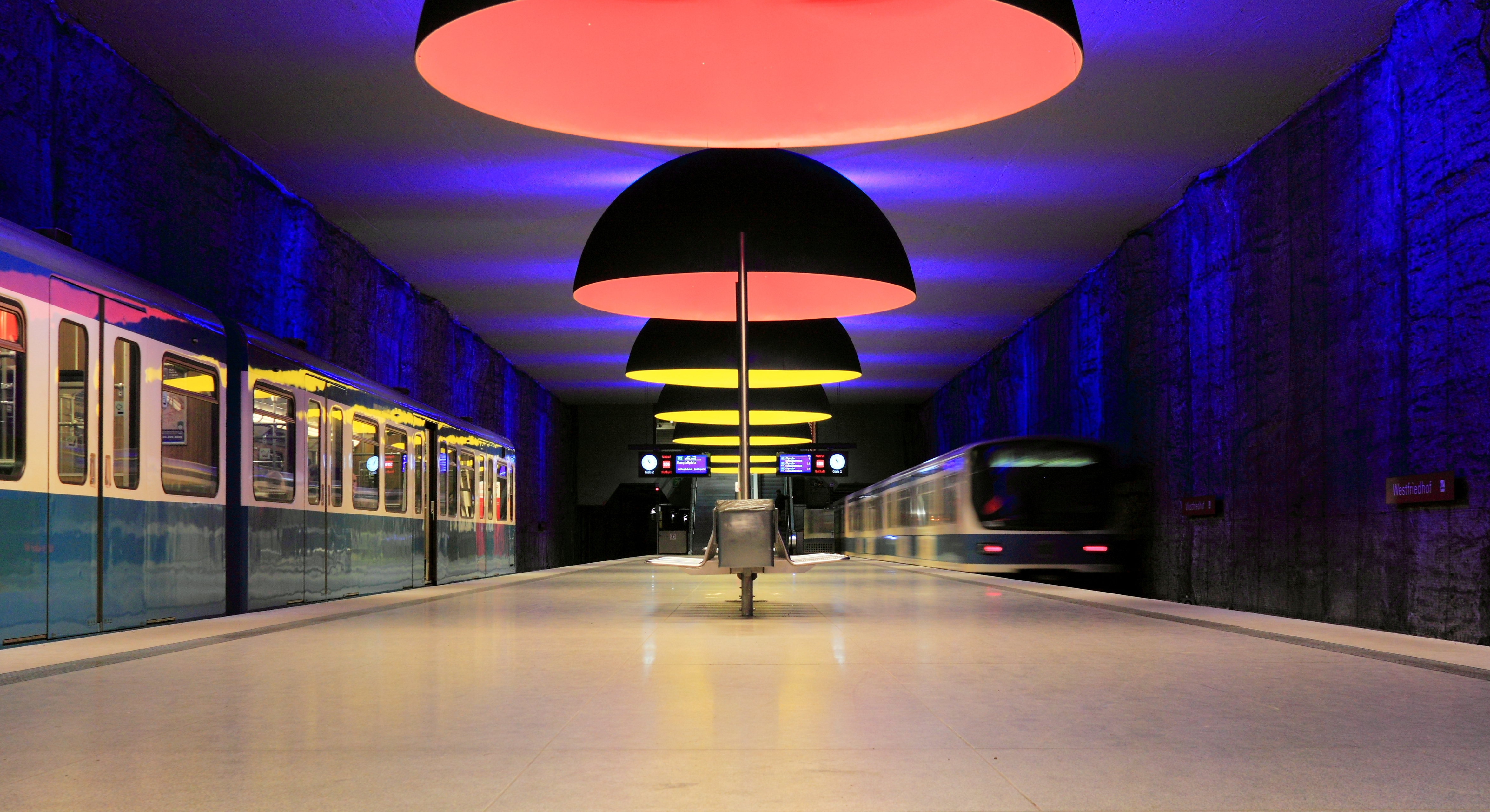
Beleuchtung an der U-Bahn-Station Westfriedhof in München

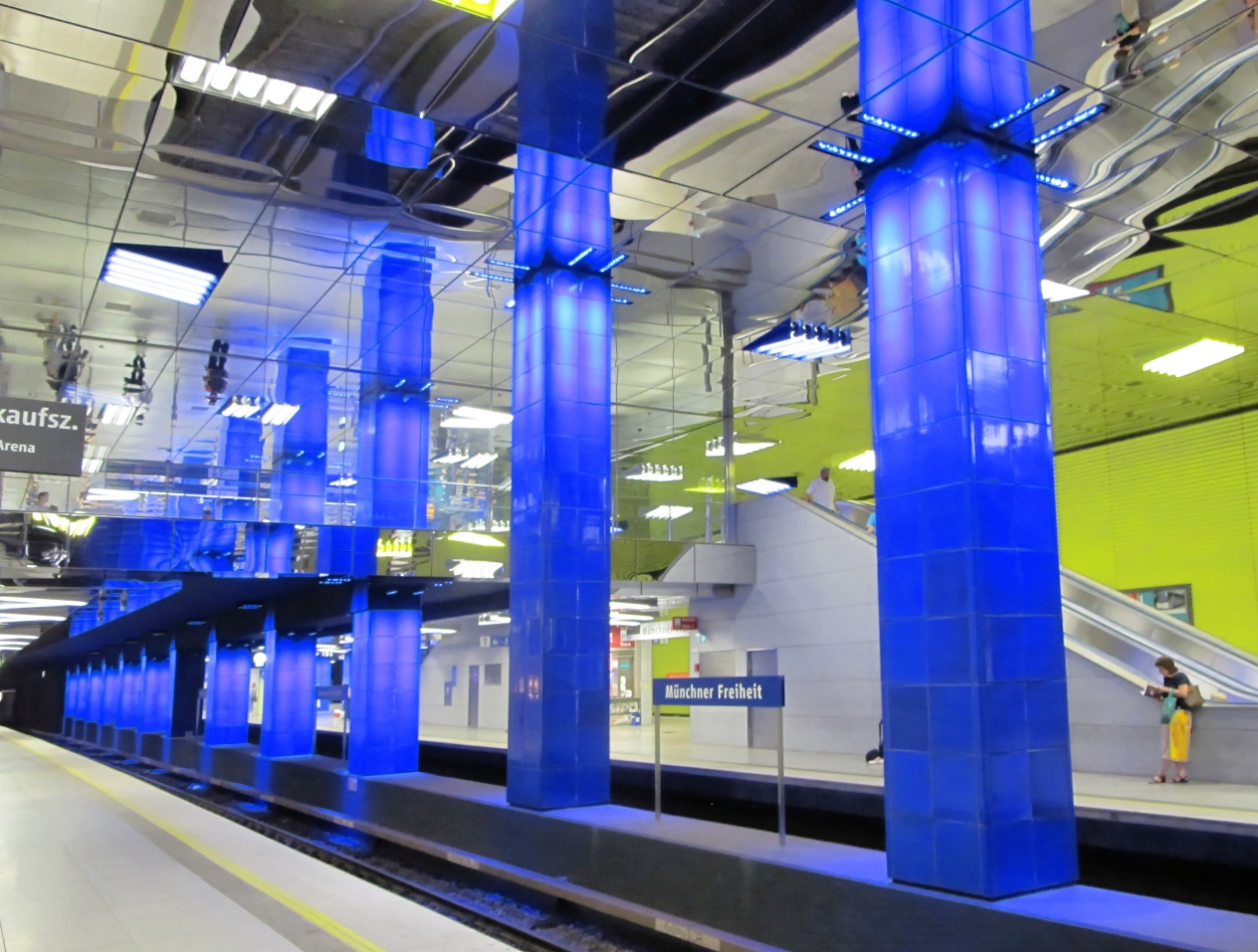
Beleuchtung an der U-Bahn-Münchner Freiheit

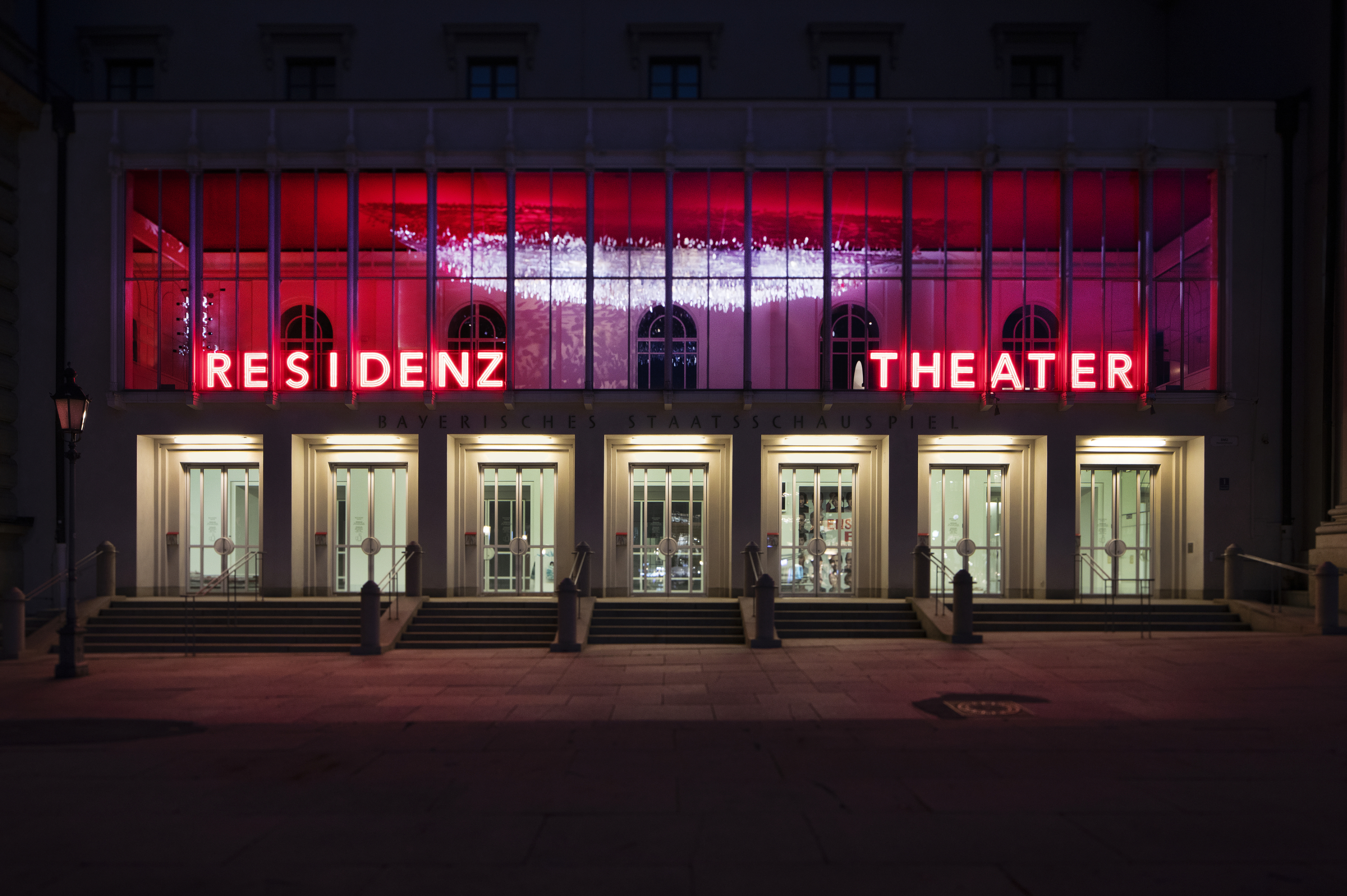
Lichtinstallation des Residenztheaters in München

Von 1990 an beschäftigte sich Ingo Maurer neben der Gestaltung von Lampen für die serielle Herstellung auch mit der Planung von Lichtinstallationen für Räume öffentlicher und privater Auftraggeber, z. B. die kuppelförmigen Lichtobjekte für die U-Bahn-Station Westfriedhof in München (1998). Für Issey Miyake realisierte er eine Installation für eine Modenschau in Paris (1999) sowie ein Lichtobjekt für Miyakes Londoner Showroom. 2006 gestaltete er Lichtobjekte wie -Installationen für die Innenräume des Atomiums in Brüssel. 2013 gestaltete Ingo Maurer The Tree, einen acht Meter hohen Baum aus Cortenstahl mit fünf bis sechs Metern Durchmesser. Der Baum ist Teil eines Lichtkonzepts für die Bodegas Vega Sicilia, Weinbaugebiet Ribera del Duero, Spanien. Auch diverse Hotels stattete Ingo Maurer mit maßgeschneiderten Lichtinstallationen oder Objekten aus, wie z. B. fünf Flying Discs in der Hotellobby und -Bar des Hotel Unique in Sao Paulo, Brasilien (2016), ein Goldenes Band mit der außerordentlichen Länge von 13,5 Metern für die Lobby des Seamarq Hotel in Gangneung an der Ostküste Südkoreas (2015) oder ein hochglanzpoliertes Pendel im London Edition Hotel, das eine Höhe von 190 cm und einen Durchmesser von 130 cm hat.
Bekannte Entwürfe sind u. a. die roten Plastik-Storchenfüße Bibibibi (1982), die geflügelte Birne Lucellino (1992), die Scherbenlampe Porca Miseria! (1994), der explodierte Zettelkasten Zettel´z 5 (1997). Maurer arbeitete seit den frühen 1980er Jahren mit einem Team von Designern/Entwicklern, die ihm bei der Umsetzung seiner Ideen unterstützen. Auf den Messen der Einrichtungsbranche in Frankfurt, Köln und Mailand fiel er seit den 1970er Jahren durch seine ungewöhnlichen Präsentationen auf. 1999 eröffnete er einen eigenen Showroom in New York, 2009 einen zweiten, größeren Showroom in München, der auch für Ausstellungen genutzt wird.
2008 bis 2009 gestaltete er auch das Lichtkonzept des U-Bahnhofs Münchner Freiheit. Nach dem U-Bahnhof Münchner Freiheit und Westfriedhof hat Ingo Maurer und Team das Licht für folgende Bahnhöfe gestaltet: Moosfeld (1999), Marienplatz (2015), Sendlinger Tor (2022) in München sowie für sieben Bahnhöfe der Stadtbahn Karlsruhe (2021). Zusätzlich wurden in München folgende Projekte realisiert: die Lichtinstallation als Teil des Store-Designs für das Sporthaus Schuster (2018) und das Lichtkonzept für das Münchner Residenztheater mit der Lichtinstallation Silver Cloud  im Wintergarten und einem roten LED-Schriftzug (2019). Zu der langen Liste der Auftragsarbeiten und spektakulären Einzelstücke für Privatkunden und öffentliche Gebäude, auch im internationalen Raum gehört unter anderem die Licht- und Interiorgestaltung des Radisson Collection Hotels in Tsinandali, Georgien (2018) und das Pendel Flying to Peace für die Messe Frankfurt (2018).
Maurer ging es neben dem Formwillen um die Funktion der Lichtobjekte und um deren Wirkung auf die Menschen.
Maurer war ein erbitterter Gegner des Verbots von Glühlampen durch die Europäische Union und sagte voraus, der Verlust der Glühbirne als „emotionale Ikone“ würde „eine drastische Verminderung unserer Lebensqualität“ bedeuten und zu einem „Boom für Psychiater“ führen. Sein Vorschlag, die Glühbirne zum Weltkulturerbe zu ernennen, setzte sich nicht durch.

## Zitate
„Ich verfolge keine eigene Strategie bei meiner Arbeit. Ich liebe das Unbewußte. Es ist, wie wenn ein Kind einen Riß in der Wand sieht und seine Fantasie daraus ein Tal entstehen läßt. Diese Art zu arbeiten erzeugt oft Freude manchmal aber auch Pein in mir. Jedenfalls ist es mir wichtig so zu arbeiten, daß ich nicht eines Tages neben mir stehe, über meine Schulter schaue und mich frage, was ich da eigentlich mache. Die Analyse meiner Arbeiten überlasse ich den anderen. Ich bin wirklich oft erstaunt, was andere in meine Arbeit hinein interpretieren.“

„Design, bei dem man den Menschen dahinter nicht mehr spürt, ödet mich an. […] Wichtig ist mir das Leichte – und die Vergänglichkeit. Ein Ding soll nicht dastehen wie ein Betonklotz, wie ein Monument für die Ewigkeit. Erfolgreich sind wir, wenn wir ein Gefühl in den Menschen auslösen. Auf der Messe passiert es oft, daß die Leute mit finsteren Gesichtern durch die Gänge schleichen, dann zu uns reinkommen, herumgucken und anfangen zu lächeln. Diese Freude in den Gesichtern, das ist es, was mich glücklich macht.“

„Die Glühlampe ist eine Ikone. Ein mörderischer Gedanke, dass sie die Glühbirne umbringen wollen. Ich kann nur hoffen, dass Gott uns beisteht, dass dieser Kelch an uns vorübergeht. Licht bringt eine vierte Dimension, eine unbewusste Geistigkeit.“

## Preise und Auszeichnungen
- 1998: A&W-Designer des Jahres, Designpreis des Magazins A&W Architektur & Wohnen[15]
- 1999: Designpreis der Landeshauptstadt München
- 2000: Lucky Strike Designer Award der Raymond Loewy Foundation
- 2002: Collab’s Design Excellence Award, Philadelphia Museum of Art
- 2003: Georg Jensen Prize, Kopenhagen
- 2003: Oribe Award, Japan
- 2005: Royal Designer of Industry (Ehrentitel) durch die Royal Society of Arts, London
- 2006: Ehrendoktorwürde, Royal College of Art, London
- 2009: Kölner Klopfer, durch die Studenten der Köln International School of Design
- 2010: Designpreis der Bundesrepublik Deutschland, für das Lebenswerk
- 2011: Compasso d’Oro des italienischen Verbandes für Industriedesign ADI, Kategorie Karriere
- 2019: Schwabinger Kunstpreis[16]

## Film
- Ingo Maurer – Magier des Lichts. Dokumentation, Deutschland, USA, 2007, 26 Min., Regie: Julian Benedikt, Produktion: ZDF, Inhaltsangabe von arte
- Dieter Wieland: Topographie in Bayern – Licht und Lampen. ARD-alpha, 12. Oktober 2017 (Video 43:44 min).

## Museum
- Ingo Maurer Museum & Werkstattatelier – München, München[17]